# Caspar Due
Caspar Due (også kaldet Casparus Due og Casper Due), friskyttekaptajn med eventuel herkomst fra Polen. Han skrev selv sit navn "Casper Due" og var bonde i Norje i Blekinge (Blegind). Due rekrutterede selv lokale tropper til dansk tjeneste, hjvilket er nævnt i Rigsarkivets dokumenter. Due tjente under major Hindrich Ovesen Pflug och major Nikolaj Hermansen i Skåne, Bleking og på Bornholm. Due var meget utilfreds med Pflug men han og Hermansen arbejdede godt  sammen. Under Skånske Krig førte Due kommando over den skånske friskytteenhed Casparus Dues friskyttekompagni der fortrinsvis bestod af friskytter fra Øster Gønge og Villands herreder. Nogle gange erklæres han for at være ansvarlig for  Øster Gønge, andre gange for de vestlige dele, men han skriver selv, at han rekruttede i sin hjemegn.  
I november-december 1678 blev følgende "Troupen der freishützen" registreret: Malmøe lehn - Captain Hans Severin; LCrone lehn (Landskrona) - Jens Jensen; Helsingborg lehn - Captain Jens Nelsen Wisman, Lieutenant Peder Christoffersen; Nørre herred (Norra Åsbo) - Peder Larsen; B: oc søndre herred (Bjäre og Södra Åsbo) - Eskel Nelsen; Cstad und bleking (Kristianstad og Blekinge) - Captain Simon Andersen, Lieutenant Thue Krop, Captain Mogens Mogensen, Cornet Anders Peersen; Øster gønge herred - Captain Nels Andersen; Westre gønge - Captain Har Haagen (Aage Mogensen), Major Hindrich Aagesen Pflug, Lieutenant Casper Duwe.
År 1680 blev Due indbragt for svensk krigsret og tvinget til at "indrømme" at han var en morder. Han blev så henrettet gennem spidning på pæl.